# Astragalus innotabilis
Astragalus innotabilis es una especie de planta del género Astragalus, de la familia de las leguminosas, orden Fabales.

## Distribución
Astragalus innotabilis se distribuye por Irán.

## Taxonomía
Fue descrita científicamente por Podlech. Fue publicada en Feddes Repert. 116(1-2): 66 (2005).